# Liste der Monuments historiques in Lorry-Mardigny
Die Liste der Monuments historiques in Lorry-Mardigny führt die Monuments historiques in der französischen Gemeinde Lorry-Mardigny auf.

## Liste der Bauwerke
| Bezeichnung         | Beschreibung                                                             | Standort                                 | Kennzeichnung | Schutzstatus   | Datum     | Bild           |
| ------------------- | ------------------------------------------------------------------------ | ---------------------------------------- | ------------- | -------------- | --------- | -------------- |
| Château de Lorry    | aus dem 18. Jahrhundert; mit Park und Einfriedung                        | Lorry, route des Crêtes (Lage)           | PA00125538    | Inscrit        | 1993      | weitere Bilder |
| Kirche St-Laurent   | Turm und Teile des Schiffs aus dem 12. Jahrhundert                       | Mardigny, chemin de Saint-Laurent (Lage) | PA57000011    | Inscrit        | 1997      | weitere Bilder |
| Château de Mardigny | Burganlage, 16. Jahrhundert, ab dem 17. Jahrhundert zum Schloss umgebaut | Mardigny, rue du Château (Lage)          | PA00106796    | Classé Inscrit | 1963 1984 | weitere Bilder |
| Kirche Ste-Croix    | ab dem 13. Jahrhundert                                                   | Lorry, rue Notre-Dame (Lage)             | PA00106797    | Classé         | 1889      | weitere Bilder |